# Severnyj (Oblast' di Mosca)
Severnyj (in russo Северный?) è una cittadina della Russia europea centrale, situata nell'oblast' di Mosca. Apparteneva amministrativamente al Taldomskij rajon.
Sorge nella parte settentrionale dell'oblast', 5 chilometri a sud del capoluogo distrettuale Taldom.